# Лебедєв Сергій Іванович
Сергі́й Іва́нович Ле́бедєв (6 березня 1902, Ганнівка (тепер Верхньодніпровський район, Дніпропетровська область) — 7 жовтня 1989, м. Київ, СРСР) — український радянський науковець, фізолог рослин; доктор біологічних наук, професор, віце-президент Української академії сільськогосподарських наук,  заступник директора з наукової роботи Центрального республіканського ботанічного саду АН України (1944—1949), ректор Одеського державного університету імені І. І. Мечникова 1953–1959), заслужений діяч науки УРСР. 

## Біографія
Народився 6 березня 1902 року в селі Ганнівці Катеринославської губернії (тепер Верхньодніпровського району Дніпропетровської області) в родині агронома. Початкову та середню спеціальну освіту отримував: у церковно-приходській школі, у двокласному народному училищі, в українській гімназії, у сільськогосподарській профшколі.
З профшколи у 1923 р. був відряджений на навчання у Полтавський сільськогосподарський інститут, який закінчив у 1926 р. з кваліфікацією агроном-дослідник.
До 1931 р. працював на Полтавській, Носівській, Чемерської (Чернігівщина) сільськогосподарської дослідних станціях (директором), Глухівської зональної дослідної станції прядильних культур (заступником директора з наукової роботи, 1932—1934). На базі останньої створюється Всесоюзний науково-дослідний інститут льону і конопель (нині — Дослідницька станція луб'яних культур Інституту сільського господарства Північного Сходу Національної академії аграрних наук України, місто Глухів Полтавської області), одним з організаторів якої виступає С. І. Лебедєв. Далі там же — завідувач лабораторією фізіології та анатомії рослин.
У 1936 р. Кваліфікаційна комісія ВАСГНІЛ присвоїла С. Лебедєву ступінь кандидата сільськогосподарських наук.
У 1937 р. почалася педагогічна діяльність вченого в Глухівському сільськогосподарському інституті, де він працював доцентом (з 1938 р.), а згодом — завідувачем кафедри ботаніки, фізіології рослин і мікробіології.
В 1941 році С. Лебедєва направили працювати агрономом в один з колгоспів Саратовської області, потім — завідувати лабораторією біохімії та фізіології рослин Башкирської державної селекційної станції. Потім в Уфу старшим науковим співробітником Інституту ботаніки АН УРСР.
З 1944 року по 1949-й наукова діяльність Лебедєва пов'язана з Центральним республіканським ботанічним садом АН України, де він працював на посаді заступника директора з наукової роботи та завідував лабораторією фізіології рослин. З 1949 року по 1953-й Сергій Іванович очолює відділ фізіології рослин в Інституті ботаніки АН УРСР і захищає в його стінах докторську дисертацію на тему «Фізіологічна роль каротину в рослині».
У 1953–1959 рр. — ректор Одеського державного університету імені І. Мечникова та завідувач кафедри фізіології рослин біологічного факультету. У цей період було продовжено будівництво нового університетського містечка на Пролетарському (нині — Французькому) бульварі, відкрив свої двері новий корпус біологічного факультету. Значно виріс контингент студентів за рахунок переведення до університету окремих факультетів з педагогічних інститутів (Одеського — географічний та історичний, Ізмаїльського — філологічний, Кіровоградського і Вінницького — історичний, Бердичівського — біологічний). Було проведено реорганізацію ряду кафедр — ліквідовано кафедру загальної хімії, об'єднані кафедри генетики і дарвінізму, астрономії і теоретичної механіки. Кількісно і якісно змінювалася матеріальна база науково-дослідних лабораторій. З ініціативи С. І. Лебедєва при кафедрі фізіології рослин була створена наукова ізотопна лабораторія. В ОДУ стала працювати комісія з захисту кандидатських дисертацій, а на біологічному, хімічному та фізико-математичному факультетах — докторських.
У 1958 р. у складі першої делегації ректорів СРСР відвідав США, внаслідок чого було налагоджено закордонні стажування студентів і аспірантів ОДУ.
У 1956 р. його обирають дійсним членом Української академії сільськогосподарських наук (УСГА), а в грудні 1959 року — її віцепрезидентом. Його переводять до Києва на посаду ректора Української сільськогосподарської академії (1959–1962). Протягом 20 років Лебедєв очолював кафедру фізіології і біохімії рослин в стінах цього провідного українського сільськогосподарського навчального закладу.
У 1973 році професору Лебедєву присвоюють почесне звання «Заслужений діяч науки Української РСР».

Могила Сергія Лебедєва

Помер 7 жовтня 1989 року. Похований в Києві на Байковому кладовищі.

## Наукова діяльність
У 1928 р. у «Трудах Полтавської дослідної станції» з'являється його перша наукова стаття «Результаты сортоиспытания картофеля, ярової пшеницы, ячменя и овса».
Всі післявоєнні роки в своїй дослідницькій роботі вчений багато уваги приділяв вивченню ролі каротиноїдів в житті рослин (в процесах росту, запліднення та інших фізіолого-біохімічних процесах). На основі результатів проведених експериментів була написана фундаментальна монографія «Фізіологічна роль каротину в рослині» і захищена докторська дисертація (1951 р.), яка стала на той час не тільки узагальненням досягнутого у науці, але й дала імпульс подальшим дослідникам.
Працюючи в ОДУ він, як дослідник, приділяв увагу вивченню фізіології та біохімії промислових водоростей, зокрема їх пігментної системи.
З ім'ям С. І. Лебедєва пов'язані дослідження і узагальнення по підвищенню врожайності і продуктивності сільськогосподарських рослин. Під його керівництвом вперше в Україні були проведені електронно-мікроскопічні дослідження хлоропластів важливих сільськогосподарських культур, їхніх структурно-функціональних особливостей в залежності від умов мінерального живлення та водного режиму. Він нагороджений сьома державними нагородами, зокрема орденом Леніна та медаллю «За доблесну працю у Великій Вітчизняній війні 1941—1945 рр.».
Педагогічний досвід дозволив С. І. Лебедэву створити навчальні посібники та підручники з фізіології рослин спочатку для університетів, а потім для сільськогосподарських вишів. У 1960 р. вийшов його перший навчальний посібник «Фізіологія рослин» для університетів, а в 1967 р. — для сільськогосподарських вишів. У 1972 р. було видано новий підручник «Фізіологія рослин». Підручник «Фізіологія рослин» російською мовою (на факультеті агрохімії і ґрунтознавства в УСГА стали вчитися студенти-іноземці) перевидавався тричі: в 1978, 1982 і 1988 рр. У кожному виданні професором вводилися нові, але вже усталені уявлення в області цієї науки. Останнє видання підручника вийшло у світ за кілька місяців до смерті С. Лебедєва. За написання підручника С. І. Лебедєва у 1979 р. було нагороджено Почесним дипломом ВДНГ СРСР. Всього професором надруковано більше 200 наукових праць. С. І. Лебедєв мав авторські свідоцтва СРСР.
Сергія Івановича запрошували читати лекції і в інші виші. Так, він читав студентам курс лекцій з фізіології рослин і спецкурс «Фотосинтез і близькі до нього процеси» в Латвійському державному університеті (Рига, Латвійська РСР), в Тартуському державному університеті (Естонська РСР), а в Україні в Мелітопольському педагогічному інституті (Мелітопіль, Українська РСР).
Понад 20 років він був активним членом ботанічного товариства, почесним членом фізіологів рослин. На Всесоюзному конкурсі у 1986 р. його брошура «Унікальний процес на Землі» отримала диплом першого ступеня та першу премію за найкращий твір науково-популярної літератури.
Ним підготовлено більше ніж 65 кандидатів наук, деякі з них пізніше стали докторами наук, а К. М. Ситник — академіком.

## Наукові праці
- Агротехнические правила по культуре конопли / С. И. Лебедев. — М. : Госиздат колхоз. и совхоз. лит., 1931. — 90 с.
- О стадийном развитии конопли / С. И. Лебедев // Генетика и селекция конопли: сборник. — М., 1937. — С. 26–44.
- Яровизация конопли / С. И. Лебедев // Конопля: сборник. — М., 1938. — С. 304—313.
- Про роль каротину в ростових процессах у рослин / С. І. Лебедєв // Доп. Акад. наук УРСР. — 1948. — № 2. — С. 71–77.
- Про вуглеводно-білковий обмін у яблуні / С. І. Лебедєв // Ботан. журн. Акад. наук УРСР. — 1952. — Т. 9, № 3. — С. 17–36.
- Физиологическая роль каротина в растениях / С. И. Лебедев. — Киев: Изд-во АН УССР, 1953. — 160 с.
- О биологических особенностях красной водоросли филлоры / С. И. Лебедев // Природа. — 1956. — № 4. — С. 96–98.
- Дослідження пігментів філофори / С. І. Лебедєв // Праці ОДУ. Серія біол. наук. — 1957. — Вип. 8. — С. 5–9.
- Биологические исследования филлофлоры / С. И. Лебедев // Вопр. ботаники. — 1960. — Вып. 3. — С. 43–44.
- Фотосинтез: (современные представления) / С. И. Лебедев. — Киев: Изд-во Укр. акад. с.-х. наук, 1961. — 159 с.
- Фізіологія рослин : [підр. для аграр. спец. с.-г. вузі] / С. І. Лебедєв. – 2-е вид., перероб. і доп. – Київ : Вища шк., 1972. – 415 с.
- Физиология растений : [учеб. для аграр. спец. с.-х. вузов] / С. И. Лебедев. – М. : Вища шк., 1978. – 440 с. ; 2-е вид. – М. : Колос, 1982. – 463 с. ; 3-е изд., перераб. и доп. – М. : Агропромиздат, 1988. – 543 с.

## Нагороди
- Орден Леніна
- Медаль «За доблесну працю у Великій Вітчизняній війні 1941—1945 рр.»
- Звання  "Заслужений діяч науки УРСР" (1973)
- Почесний диплом ВДНГ СРСР (1979).